# جراد البحر إستاكوس إستاكوس
جراد البحر إستاكوس إستاكوس، يعرف باسم جراد البحر الأوروبي أو جراد البحر النبيل أو جراد البحر عريض الأصابع، هو أكثر أنواع جراد البحر (الإستاكوزا) شيوعًا في أوروبا، ومصدر تقليدي للغذاء. ومثل أنواع جراد البحر الأخرى، فأن تواجد الإستاكوس إستاكوس مقصور على المياه العذبة، ويعيش في الجداول والأنهار والبحيرات غير الملوثة فقط. ويمكن العثور عليه من فرنسا حتى أوروبا الوسطى مرورًا بشبه جزيرة البلقان وشمالاً بعيدًا حتى أجزاء من الجزر البريطانية، وإسكندنافيا، والأجزاء الغربية من الاتحاد السوفيتي. وقد ينمو الذكر ليبلغ طوله 16 سم، والإناث حتى 12 سم.

## علم البيئة
إستاكوس أ (A. astacus) ليلي ويتغذى على الديدان، والحشرات المائية، والرخويات والنباتات، قاضية معظم النهار مستريحة في وجار. ويصبح ناضجًا جنسيًا بعد فترة من ثلاث إلى أربع سنوات وسلسلة من التبديلات، ويتوالد في أكتوبر ونوفمبر. وتحمل الأنثى البيض المخصب، موصولة بـجراباتهم، حتى مايو المقبل، عندما يفقس ويتفرق. والمفترسين الطبيعين للإستاكوس أ، كصغار وبالغين، هم الفيزون، ثعبان البحر، سمك الفرخ، الكراكي، قضّاعة، وفأر المسك.

## الاستهلاك

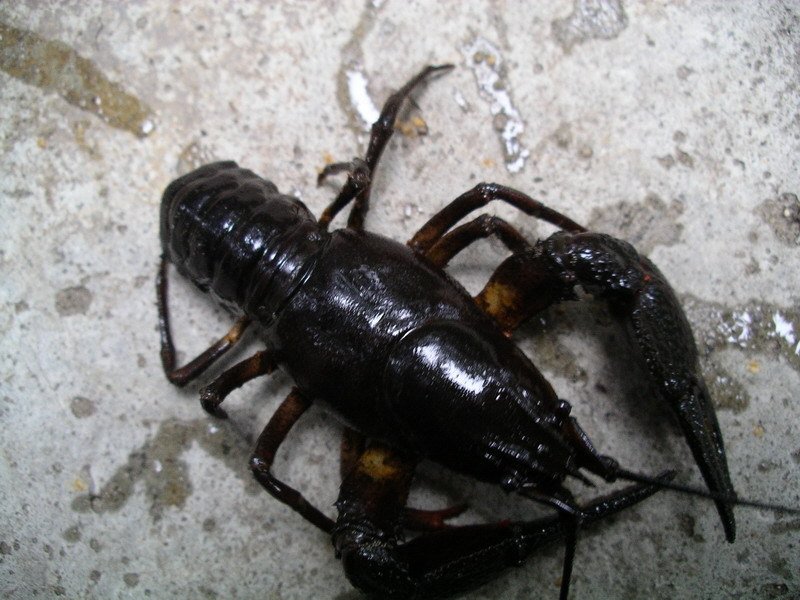
تختلف أنواع جراد البحر النبيل اختلافًا كبيرًا في الألوان.

في وقت ما كان الإستاكوس إستاكوس وفيرًا في أوروبا، مع العلم بأنه كان غالي الثمن، ويعتبر من أفضل أنواع جراد البحر الصالحة للأكل. ومع ذلك، فهو عرضة طاعون جراد البحر الذي يحمله الأنواع الدخيلة الأمريكية جراد البحر الإشارة (Pacifastacus leniusculus)، وهو بذلك مدرج كنوع من الأنواع غير المحصنة على القائمة الحمراء للأنواع المهددة بالانقراض.
ويعود تسجيل استهلاك إستاكوس أ إلى العصور الوسطى، حين كان مشهورًا بين النبلاء السويديين، ومنتشرًا في كل الطبقات الاجتماعية بحلول القرنين السابع والثامن عشر بسبب وفرته الجاهزة. ويتم جمع جراد البحر من البرية في أفخاخ، وهو أسلوب يتم استبداله بطرق الزراعة المائية الأكثر كثافة لجراد البحر؛ الإشارة إلى البرك الصناعية. واستهلاك جراد البحر هو جزء مهم من الثقافة الإسكندنافية التقليدية، متضمنة حفل جراد البحر أو kräftskiva، مأدبة تعلن عن نهاية الصيف.

## الأستاشين (Astacin)
الأستاشين هي فصيلة من الإنزيمات الهاضمة، اكتشفت في التسعينيات، والتي في البداية تم فصلهم من الإستاكوس إستاكوس. وقد تم اكتشاف أكثر من 20 إنزيمًا من الحيوانات في هذه المجموعة منذ ذلك الوقت، من الهيدرا إلى الإنسان.